# Antiglobalizační protesty v Praze
Protesty během zasedání MMF v Praze proběhly koncem září roku 2000 v souvislosti s 55. zasedáním Mezinárodního měnového fondu a Světové banky, konaným v Praze. Protestující viděli v této akci symbol ekonomické globalizace, rostoucí moci nadnárodního kapitálu, což považují za jeden z důvodů ekonomických problémů třetího světa, rozhodli se tedy narušit její průběh. Navázali tím na antiglobalizační protesty v Seattlu, k nimž došlo v roce 1999. K organizátorům demonstrací patřila Iniciativa proti ekonomické globalizaci (INPEG), přicestovali také příslušníci italské radikální organizace Ya Basta. Celkový počet účastníků protestů se odhadl na dvanáct tisíc osob, zadrženo bylo přes 900 lidí. 

## Přípravy
Obchodníci se už před zasedáním netajili obavami z demonstrantů v pražských ulicích. Připravovali krizové plány, některé podniky uvažovaly o dočasném uzavření provozoven, jiné dokonce dopředu nakupovaly náhradní skla do výloh, protože počítaly s tím, že je aktivisté rozbijí. Ministerstvo vnitra radilo mimo jiné odstranit z obchodů poutače, z výloh alkohol, cigarety a jiná lákadla. Uvnitř provozoven pak nenechávat velkou hotovost o odvést všechny cenné věci.
Tehdejší ministr školství Eduard Zeman rozhodl mimořádné školní prázdniny po dobu zasedání, aby se zejména ulehčilo hromadné dopravě.
Kvůli zasedání byla Praha posílena o 5 000 policistů, celkem tak na akci dohlíželo 11 000 příslušníků bezpečnostních složek.

## Průběh

### 23. až 25. září
První větší demonstrace odpůrců se uskutečnily 23. září. Prahou prošli komunisté, na Letné se sešli pravicoví radikálové, na náměstí Míru anarchisté. Jediný incident, rvačka mezi anarchisty a skinheady, se odehrál na hlavním nádraží.

### 26. září
K hlavním střetům došlo v úterý 26. září, kdy se skupina nejradikálnějších aktivistů pokusila zabránit zahájení summitu tím, že začala blokovat přístupové cesty do Kongresového centra. V ulicích Vyšehradu se objevily barikády, maskovaní účastníci protestů házeli Molotovovy koktejly a dlažební kostky, Policie České republiky použila k jejich rozehnání slzný plyn a vodní děla. Došlo také k napadení novinářů a rozbíjení výloh obchodů v centru města.
Zraněno bylo podle oficiální zprávy 64 policistů a 20 demonstrantů, k obětem na životech nedošlo. Zadrženo bylo okolo 900 osob, část z nich byla obviněna z útoku na veřejného činitele, zahraniční státní příslušníci byli vyhoštěni. Demonstranti později podali řadu stížností na policisty, kteří měli údajně na služebnách bít zadržené osoby, podezření se však potvrdilo pouze v jednom případě.

### 28. září
Poslední demonstrace, která měla již charakter happeningu, se uskutečnila ve čtvrtek 28. září.

## Důsledky
Delegáti summitu se rozhodli v reakci na události své jednání oproti původnímu programu ukončit již 27. září.
Celkem se demonstrací účastnilo na 12 tisíc lidí. Policie jich na 900 zadržela. Velkou část cizinců pak okamžitě vyhostila. Obviněno bylo osmnáct cizinců a dva Češi. Na policisty bylo v souvislosti s jejich údajně nezákonným chováním podáno 26 trestních oznámení a více než 300 stížností. Ministr vnitra Stanislav Gross a šéf inspekce uvedli, že jen jeden případ byl uzavřen jako trestný čin, a to zneužití pravomoci veřejného činitele. Inspekce zjistila, že 26. září použili policisté nepřiměřené násilí vůči předvedeným na služebně v Lupáčově ulici v Praze 3. Konkrétního viníka však neodhalila. Také soudy s obviněnými končily často vyhoštěním nebo zproštěním. To často proto, že se nepodařilo prokázat, že se útoku na veřejného činitele dopustili právě oni. Stíhaní nakonec nebyli ani organizátoři protestů. Vyšetřování neprokázalo, že by podněcovali nebo schvalovali trestný čin.
Samotní delegáti Česko za uspořádané zasedání chválili. Organizaci akce pochválil i tehdejší ministr Pavel Mertlík.
Celkové škody činily přes 25 miliónů Kč.

### Odraz v kultuře
Režisér Martin Mareček natočil o tehdejších událostech a jejich společenském pozadí celovečerní dokumentární film Hry prachu.